# Anoplodactylus unilobus
Anoplodactylus unilobus är en havsspindelart som beskrevs av Stock, J.H. 1959. Anoplodactylus unilobus ingår i släktet Anoplodactylus och familjen Phoxichilidiidae. Inga underarter finns listade i Catalogue of Life.